# 里科·弗赖尔穆特
里科·弗赖尔穆特（德語：Rico Freiermuth，1958年1月1日—），瑞士男子雪车运动员。他曾代表瑞士参加1984年冬季奥林匹克运动会雪车比赛，联同西尔维奥·焦贝利纳、乌尔斯·扎尔茨曼和海因茨·施泰特勒获得男子四人铜牌。